# 膜叶卷柏
膜叶卷柏（学名：Selaginella leptophylla），为卷柏科卷柏属下的一个种。

## 扩展阅读
維基物種上的相關：膜叶卷柏